# SMURD

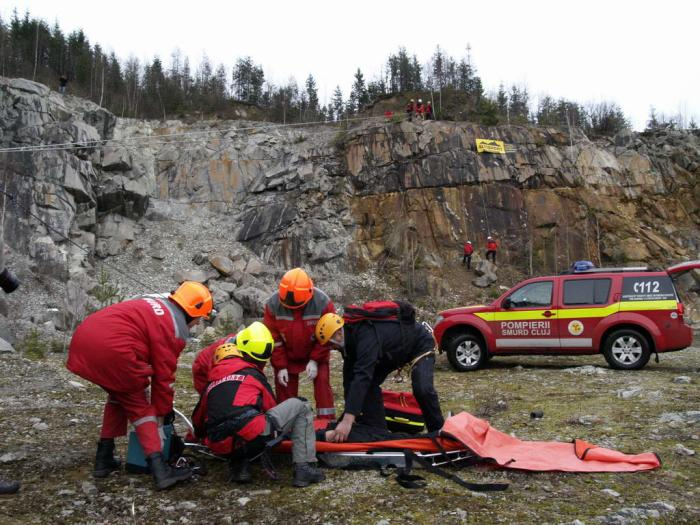
A SMURD segítségnyújtás közben

A romániai Sürgősségi Életmentő Szolgálat (románul Serviciul Mobil de Urgență Reanimare și Descarcerare, rövidítve SMURD) egy sürgősségi életmentő szervezet mely 1991-ben Raed Arafat palesztin orvos alapított Marosvásárhelyen.
A SMURD 1996-tól, a 121-es törvény alapján, a szervezet a Katonai Tűzoltósághoz került. Ekkortól kezdődött el  Románia szerte kiépülni.

## Külső hivatkozások
- SMURD honlapja
- A SMURD sztori – Manna.ro, 2012. január 10.